# 크반나달스흐누퀴르산
크반나달스흐누퀴르산(아이슬란드어: Hvannadalshnúkur)은 아이슬란드에서 가장 높은 산으로, 바트나예퀴들 국립공원에 속한다.